# Diego Valdés Contreras
Diego Alfonso Valdés Contreras (Santiago de Chile, 1994. január 30. –) chilei labdarúgó, 2022-től a mexikói Club América középpályása.
Több alkalommal szerepelt a chilei válogatottban is. Tagja volt a 2019-es Copa América chilei keretének is, de ott nem lépett pályára.
2016-ig otthon, a Audax Italiano klubban szerepelt, majd Mexikóba igazolt, ahol a Monarcas Morelia, a Santos Laguna, később pedig az América játékosa lett.